# La scatola a forma di cuore
La scatola a forma di cuore (Heart-Shaped Box) è un romanzo di Joe Hill, figlio di Stephen King. È stato pubblicato per la prima volta nel 2007 dalla casa editrice William Morrow and Company, in Italia nel 2008 dalla Sperling & Kupfer editore.

## Trama
L'annuncio su Internet di una ragazza che vuole liberarsi del fantasma del suo patrigno attira l'attenzione di Judas Coyne, rockstar miliardaria con un debole per il macabro. Il musicista – nella cui collezione si annoverano il cranio di un indemoniato, la confessione di una strega, un cappio consunto dall'uso – si aggiudica l'articolo e una mattina gli viene recapitata una scatola a forma di cuore al cui interno si trova un abito scuro. Da quel momento una presenza misteriosa si manifesta nella casa e incomincia a perseguitarlo. Un silenzioso vecchio signore vestito di nero, con un piccolo rasoio che gli pende dal polso, costringe il suo segretario a impiccarsi, cerca di far marcire viva la sua giovanissima amante, ma soprattutto vuole infilarsi nella testa di Jude per indurlo a suicidarsi.